# Гілфорд (Пенсільванія)
Гілфорд (англ. Guilford) — переписна місцевість (CDP) в США, в окрузі Франклін штату Пенсільванія. Населення — 2923 особи (2020).

## Географія
Гілфорд розташований за координатами 39°54′57″ пн. ш. 77°36′2″ зх. д. / 39.91583° пн. ш. 77.60056° зх. д. (39.915929, -77.600529).  За даними Бюро перепису населення США в 2010 році переписна місцевість мала площу 3,42 км², уся площа — суходіл. В 2017 році площа становила 4,01 км², уся площа — суходіл.

## Демографія
Згідно з переписом 2010 року, у переписній місцевості мешкало 2138 осіб у 836 домогосподарствах у складі 661 родини. Густота населення становила 626 осіб/км².  Було 855 помешкань (250/км²).
Расовий склад населення:
| - 90,4 % — білих - 2,9 % — чорних або афроамериканців - 2,9 % — азіатів - 2,2 % — осіб інших рас |

До двох чи більше рас належало 1,6 %. Частка іспаномовних становила 5,2 % від усіх жителів.
За віковим діапазоном населення розподілялося таким чином: 21,8 % — особи молодші 18 років, 57,9 % — особи у віці 18—64 років, 20,3 % — особи у віці 65 років та старші. Медіана віку мешканця становила 46,3 року. На 100 осіб жіночої статі у переписній місцевості припадало 94,7 чоловіків;  на 100 жінок у віці від 18 років та старших — 91,2 чоловіків також старших 18 років.
Середній дохід на одне домашнє господарство  становив 96 631 долар США (медіана — 74 063), а середній дохід на одну сім'ю — 93 425 доларів (медіана — 91 639). Медіана доходів становила 50 221 долар для чоловіків та 51 094 долари для жінок. За межею бідності перебувало 5,1 % осіб, у тому числі 0,0 % дітей у віці до 18 років та 6,3 % осіб у віці 65 років та старших.
Цивільне працевлаштоване населення становило 1363 особи. Основні галузі зайнятості: освіта, охорона здоров'я та соціальна допомога — 34,4 %, роздрібна торгівля — 12,8 %, публічна адміністрація — 10,9 %, мистецтво, розваги та відпочинок — 10,9 %.